# 蒂尔达内沃拉
蒂尔达内沃拉（Tilda Newra），是印度恰蒂斯加尔邦Raipur县的一个城镇。总人口26637（2001年）。

## 人口
该地2001年总人口26637人，其中男性13488人，女性13149人；0—6岁人口4210人，其中男2148人，女2062人；识字率62.95%，其中男性为72.31%，女性为53.34%。